# Condorraptor currumili
Condorraptor currumili (“ladrón del Cerro Cóndor de Hipólito Currumil") es la única especie conocida del género extinto Condorraptor de dinosaurio terópodo piatnitzkysáurido, que vivió a mediados del período Jurásico, hace aproximadamente 162 millones de años, en el Calloviense, en lo que es hoy Sudamérica.

## Descripción
Condorraptor fue uno de los primeros terópodos sudamericanos más grandes, habiéndose encontrado en lo sestratos del Jurásico Medio de la Formación Canadon Asfalto en Argentina, medía aproximadamente 7 metros de largo, aunque en un principio se pensó que solo llegaba a medir entre 4 a 5 metros. Se caracterizaba por la presencia de una incisura posterior entre los cóndilos de la fíbula y la parte medial de proximal de la tibia ausente y una profunda fosa en lateral de la cresta cnemial, las vértebras cervicales con pleurocelo en la porción anterior ubicada en el ángulo posteroventral de la parapofisis, un gran foramen nutricio en el lado lateral del pedúnculo isquiático en el ilion y el cuarto metatarsiano con un paso en la cara dorsal y distal de la cara articular.
El holotipo de Condorraptor es MPEF -PV 1672, una tibia izquierda. Restos adicionales, MPEF-PV 1673 a 1697 y MPEF-PV 1700 a 1705, también se han referido a la especie, incluyendo vértebras , dientes, costillas y fragmentos de chuerones, huesos parciales de cadera, fémures , un metatarsiano IV y una falange del pie. Todos estos restos pertenecían a la misma localidad del holotipo y es probable que representen al mismo individuo. En 2007, varios medios informaron que un equipo dirigido por Oliver Rauhut descubrió un esqueleto articulado de esta especie, pero este hallazgo no ha sido descrito ni referenciado en la literatura. También en 2007, Rauhut describió un cráneo parcial fragmentario, MPEF 1717, de la Formación Canadon Asfalto. Debido al tamaño del cráneo, la localidad, las características del tetanuro y las diferencias con el material craneal de Piatnitzkysaurus, es posible que pertenezca a Condorraptor.
Condorraptor es notablemente similar a otro terópodo de la misma formación, Piatnitzkysaurus. Único entre los tetánuros, estos dos comparten una superficie anterior plana del centro presacro anterior. Sin embargo, se puede distinguir de Piatnitzkysaurus y otros megalosauroides por varias características de diagnóstico. Aunque algunas características consideradas como diagnósticas por la descripción original se mostraron posteriormente en otros megalosauroides. Además, Condorraptor difiere de Piatnitzkysaurus por la forma de la parte inferior de su centro sacro. En Condorraptor, el segundo centro tiene una base amplia y plana, mientras que el tercero es suavemente cóncavo. En Piatnitzkysaurus , la base del segundo centro se redondea suavemente mientras que la tercera es plana a lo largo de su línea media.

## Descubrimiento e investigación
Los primeros restos del condorráptor fueron descubiertos por una expedición conjunta entre el Museo Egidio Ferguglio (M.E.F.) de Trelew y la D.A.D de Alemania. Los fósiles pertenecen a la Formación Cañadón Asfalto, en la localidad de Las Chacritas, en la Provincia del Chubut en la Argentina. Estos constaban de restos aislados y fragmentados que incluían a la tibia izquierda, dientes, vértebras cervicales, dorsales sacras y caudales, costillas cheurones, ilion parcial, pubis e isquion, parte del fémur, cuatro metatarsiano y huesos del dedo. A partir de estos restos Rauhut en 2005 describió este nuevo género.
En el 2007, también en Cerro Cóndor, se encontró un ejemplar articulado de mayor tamaño y con un 70 % de sus huesos. Este hallazgo, el primero de un terópodo articulado del Jurásico medio fue trasladado al M.E.F para su estudio. El equipo que lo encontró estaba integrado por el mismo Oliver Rauhut, Magali Cárdenas, Leandro Canessa, Mariano Caffa, José Luis Carballido y Pablo Puerta. Los paleontólogos necesitaron usar una motoniveladora, una grúa de 40 toneladas y un camión facilitado por Vialidad Provincial y Gendarmería Nacional utilizado para extraer la roca de cinco toneladas, en cuyo interior se encuentra el Condorráptor recostado sobre su lado derecho, completo de la cadera al cuello y donde se visualiza claramente parte de su cráneo y mandíbula.
El nombre del género proviene de la localidad donde fue encontrado, Cerro Cóndor, y la especie fue nombrada en honor a Hipólito Currumil, dueño del terreno donde fue hallado. Debido a lo fragmentario del primer descubrimiento, la clasificación de este dinosaurio es incompleta, se sabe que fue un tetanuro basal, probablemente emparentado con Piatnitzkysaurus encontrado en el mismo sitio. El nuevo ejemplar recientemente encontrado seguramente podrá esclarecer la ubicación de este animal dentro de los dinosaurios carnívoros.

## Clasificación
La especie tipo, descrita en 2005, es Condorraptor currumili . Está basado en una tibia, con un esqueleto parcial asociado que puede pertenecer al mismo individuo. Inicialmente descrito como tetanuro basal, Benson en 2010 descubrió que era un megalosáurido piatnitzkysáurido y el taxón hermano de Piatnitzkysaurus, un hallazgo respaldado por estudios posteriores. 
La posición de Condorraptor en el árbol evolutivo, como un miembro de Piatnitzkysauridae, es mostrado por el siguiente cladograma de Carrano et al. del 2012.

|  | Marshosaurus                                                      |
|  |                                                                   |
|  | \| \| Condorraptor \| \| \| \| \| \| Piatnitzkysaurus \| \| \| \| |
|  |                                                                   |
|  | Condorraptor                                                      |
|  |                                                                   |
|  | Piatnitzkysaurus                                                  |
|  |                                                                   |

|  | Condorraptor     |
|  |                  |
|  | Piatnitzkysaurus |
|  |                  |

|  | Baryonyx   |
|  |            |
|  | Suchomimus |
|  |            |

|  | Angaturama  |
|  |             |
|  | Irritator   |
|  |             |
|  | Spinosaurus |
|  |             |

|  | Baryonyx   |
|  |            |
|  | Suchomimus |
|  |            |

|  | Angaturama  |
|  |             |
|  | Irritator   |
|  |             |
|  | Spinosaurus |
|  |             |

|  | Eustreptospondylus |
|  |                    |

|  | Duriavenator                                                 |
|  |                                                              |
|  | \| \| Megalosaurus \| \| \| \| \| \| Torvosaurus \| \| \| \| |
|  |                                                              |
|  | Megalosaurus                                                 |
|  |                                                              |
|  | Torvosaurus                                                  |
|  |                                                              |

|  | Megalosaurus |
|  |              |
|  | Torvosaurus  |
|  |              |

|  | Dubreuillosaurus |
|  |                  |
|  | Magnosaurus      |
|  |                  |

|  | Leshansaurus   |
|  |                |
|  | Piveteausaurus |
|  |                |

|  | Dubreuillosaurus |
|  |                  |
|  | Magnosaurus      |
|  |                  |

|  | Leshansaurus   |
|  |                |
|  | Piveteausaurus |
|  |                |

|  | Duriavenator                                                 |
|  |                                                              |
|  | \| \| Megalosaurus \| \| \| \| \| \| Torvosaurus \| \| \| \| |
|  |                                                              |
|  | Megalosaurus                                                 |
|  |                                                              |
|  | Torvosaurus                                                  |
|  |                                                              |

|  | Megalosaurus |
|  |              |
|  | Torvosaurus  |
|  |              |

|  | Dubreuillosaurus |
|  |                  |
|  | Magnosaurus      |
|  |                  |

|  | Leshansaurus   |
|  |                |
|  | Piveteausaurus |
|  |                |

|  | Dubreuillosaurus |
|  |                  |
|  | Magnosaurus      |
|  |                  |

|  | Leshansaurus   |
|  |                |
|  | Piveteausaurus |
|  |                |

|  | Eustreptospondylus |
|  |                    |

|  | Duriavenator                                                 |
|  |                                                              |
|  | \| \| Megalosaurus \| \| \| \| \| \| Torvosaurus \| \| \| \| |
|  |                                                              |
|  | Megalosaurus                                                 |
|  |                                                              |
|  | Torvosaurus                                                  |
|  |                                                              |

|  | Megalosaurus |
|  |              |
|  | Torvosaurus  |
|  |              |

|  | Dubreuillosaurus |
|  |                  |
|  | Magnosaurus      |
|  |                  |

|  | Leshansaurus   |
|  |                |
|  | Piveteausaurus |
|  |                |

|  | Dubreuillosaurus |
|  |                  |
|  | Magnosaurus      |
|  |                  |

|  | Leshansaurus   |
|  |                |
|  | Piveteausaurus |
|  |                |

|  | Duriavenator                                                 |
|  |                                                              |
|  | \| \| Megalosaurus \| \| \| \| \| \| Torvosaurus \| \| \| \| |
|  |                                                              |
|  | Megalosaurus                                                 |
|  |                                                              |
|  | Torvosaurus                                                  |
|  |                                                              |

|  | Megalosaurus |
|  |              |
|  | Torvosaurus  |
|  |              |

|  | Dubreuillosaurus |
|  |                  |
|  | Magnosaurus      |
|  |                  |

|  | Leshansaurus   |
|  |                |
|  | Piveteausaurus |
|  |                |

|  | Dubreuillosaurus |
|  |                  |
|  | Magnosaurus      |
|  |                  |

|  | Leshansaurus   |
|  |                |
|  | Piveteausaurus |
|  |                |

|  | Baryonyx   |
|  |            |
|  | Suchomimus |
|  |            |

|  | Angaturama  |
|  |             |
|  | Irritator   |
|  |             |
|  | Spinosaurus |
|  |             |

|  | Baryonyx   |
|  |            |
|  | Suchomimus |
|  |            |

|  | Angaturama  |
|  |             |
|  | Irritator   |
|  |             |
|  | Spinosaurus |
|  |             |

|  | Eustreptospondylus |
|  |                    |

|  | Duriavenator                                                 |
|  |                                                              |
|  | \| \| Megalosaurus \| \| \| \| \| \| Torvosaurus \| \| \| \| |
|  |                                                              |
|  | Megalosaurus                                                 |
|  |                                                              |
|  | Torvosaurus                                                  |
|  |                                                              |

|  | Megalosaurus |
|  |              |
|  | Torvosaurus  |
|  |              |

|  | Dubreuillosaurus |
|  |                  |
|  | Magnosaurus      |
|  |                  |

|  | Leshansaurus   |
|  |                |
|  | Piveteausaurus |
|  |                |

|  | Dubreuillosaurus |
|  |                  |
|  | Magnosaurus      |
|  |                  |

|  | Leshansaurus   |
|  |                |
|  | Piveteausaurus |
|  |                |

|  | Duriavenator                                                 |
|  |                                                              |
|  | \| \| Megalosaurus \| \| \| \| \| \| Torvosaurus \| \| \| \| |
|  |                                                              |
|  | Megalosaurus                                                 |
|  |                                                              |
|  | Torvosaurus                                                  |
|  |                                                              |

|  | Megalosaurus |
|  |              |
|  | Torvosaurus  |
|  |              |

|  | Dubreuillosaurus |
|  |                  |
|  | Magnosaurus      |
|  |                  |

|  | Leshansaurus   |
|  |                |
|  | Piveteausaurus |
|  |                |

|  | Dubreuillosaurus |
|  |                  |
|  | Magnosaurus      |
|  |                  |

|  | Leshansaurus   |
|  |                |
|  | Piveteausaurus |
|  |                |

|  | Eustreptospondylus |
|  |                    |

|  | Duriavenator                                                 |
|  |                                                              |
|  | \| \| Megalosaurus \| \| \| \| \| \| Torvosaurus \| \| \| \| |
|  |                                                              |
|  | Megalosaurus                                                 |
|  |                                                              |
|  | Torvosaurus                                                  |
|  |                                                              |

|  | Megalosaurus |
|  |              |
|  | Torvosaurus  |
|  |              |

|  | Dubreuillosaurus |
|  |                  |
|  | Magnosaurus      |
|  |                  |

|  | Leshansaurus   |
|  |                |
|  | Piveteausaurus |
|  |                |

|  | Dubreuillosaurus |
|  |                  |
|  | Magnosaurus      |
|  |                  |

|  | Leshansaurus   |
|  |                |
|  | Piveteausaurus |
|  |                |

|  | Duriavenator                                                 |
|  |                                                              |
|  | \| \| Megalosaurus \| \| \| \| \| \| Torvosaurus \| \| \| \| |
|  |                                                              |
|  | Megalosaurus                                                 |
|  |                                                              |
|  | Torvosaurus                                                  |
|  |                                                              |

|  | Megalosaurus |
|  |              |
|  | Torvosaurus  |
|  |              |

|  | Dubreuillosaurus |
|  |                  |
|  | Magnosaurus      |
|  |                  |

|  | Leshansaurus   |
|  |                |
|  | Piveteausaurus |
|  |                |

|  | Dubreuillosaurus |
|  |                  |
|  | Magnosaurus      |
|  |                  |

|  | Leshansaurus   |
|  |                |
|  | Piveteausaurus |
|  |                |

|  | Marshosaurus                                                      |
|  |                                                                   |
|  | \| \| Condorraptor \| \| \| \| \| \| Piatnitzkysaurus \| \| \| \| |
|  |                                                                   |
|  | Condorraptor                                                      |
|  |                                                                   |
|  | Piatnitzkysaurus                                                  |
|  |                                                                   |

|  | Condorraptor     |
|  |                  |
|  | Piatnitzkysaurus |
|  |                  |

|  | Baryonyx   |
|  |            |
|  | Suchomimus |
|  |            |

|  | Angaturama  |
|  |             |
|  | Irritator   |
|  |             |
|  | Spinosaurus |
|  |             |

|  | Baryonyx   |
|  |            |
|  | Suchomimus |
|  |            |

|  | Angaturama  |
|  |             |
|  | Irritator   |
|  |             |
|  | Spinosaurus |
|  |             |

|  | Eustreptospondylus |
|  |                    |

|  | Duriavenator                                                 |
|  |                                                              |
|  | \| \| Megalosaurus \| \| \| \| \| \| Torvosaurus \| \| \| \| |
|  |                                                              |
|  | Megalosaurus                                                 |
|  |                                                              |
|  | Torvosaurus                                                  |
|  |                                                              |

|  | Megalosaurus |
|  |              |
|  | Torvosaurus  |
|  |              |

|  | Dubreuillosaurus |
|  |                  |
|  | Magnosaurus      |
|  |                  |

|  | Leshansaurus   |
|  |                |
|  | Piveteausaurus |
|  |                |

|  | Dubreuillosaurus |
|  |                  |
|  | Magnosaurus      |
|  |                  |

|  | Leshansaurus   |
|  |                |
|  | Piveteausaurus |
|  |                |

|  | Duriavenator                                                 |
|  |                                                              |
|  | \| \| Megalosaurus \| \| \| \| \| \| Torvosaurus \| \| \| \| |
|  |                                                              |
|  | Megalosaurus                                                 |
|  |                                                              |
|  | Torvosaurus                                                  |
|  |                                                              |

|  | Megalosaurus |
|  |              |
|  | Torvosaurus  |
|  |              |

|  | Dubreuillosaurus |
|  |                  |
|  | Magnosaurus      |
|  |                  |

|  | Leshansaurus   |
|  |                |
|  | Piveteausaurus |
|  |                |

|  | Dubreuillosaurus |
|  |                  |
|  | Magnosaurus      |
|  |                  |

|  | Leshansaurus   |
|  |                |
|  | Piveteausaurus |
|  |                |

|  | Eustreptospondylus |
|  |                    |

|  | Duriavenator                                                 |
|  |                                                              |
|  | \| \| Megalosaurus \| \| \| \| \| \| Torvosaurus \| \| \| \| |
|  |                                                              |
|  | Megalosaurus                                                 |
|  |                                                              |
|  | Torvosaurus                                                  |
|  |                                                              |

|  | Megalosaurus |
|  |              |
|  | Torvosaurus  |
|  |              |

|  | Dubreuillosaurus |
|  |                  |
|  | Magnosaurus      |
|  |                  |

|  | Leshansaurus   |
|  |                |
|  | Piveteausaurus |
|  |                |

|  | Dubreuillosaurus |
|  |                  |
|  | Magnosaurus      |
|  |                  |

|  | Leshansaurus   |
|  |                |
|  | Piveteausaurus |
|  |                |

|  | Duriavenator                                                 |
|  |                                                              |
|  | \| \| Megalosaurus \| \| \| \| \| \| Torvosaurus \| \| \| \| |
|  |                                                              |
|  | Megalosaurus                                                 |
|  |                                                              |
|  | Torvosaurus                                                  |
|  |                                                              |

|  | Megalosaurus |
|  |              |
|  | Torvosaurus  |
|  |              |

|  | Dubreuillosaurus |
|  |                  |
|  | Magnosaurus      |
|  |                  |

|  | Leshansaurus   |
|  |                |
|  | Piveteausaurus |
|  |                |

|  | Dubreuillosaurus |
|  |                  |
|  | Magnosaurus      |
|  |                  |

|  | Leshansaurus   |
|  |                |
|  | Piveteausaurus |
|  |                |

|  | Baryonyx   |
|  |            |
|  | Suchomimus |
|  |            |

|  | Angaturama  |
|  |             |
|  | Irritator   |
|  |             |
|  | Spinosaurus |
|  |             |

|  | Baryonyx   |
|  |            |
|  | Suchomimus |
|  |            |

|  | Angaturama  |
|  |             |
|  | Irritator   |
|  |             |
|  | Spinosaurus |
|  |             |

|  | Eustreptospondylus |
|  |                    |

|  | Duriavenator                                                 |
|  |                                                              |
|  | \| \| Megalosaurus \| \| \| \| \| \| Torvosaurus \| \| \| \| |
|  |                                                              |
|  | Megalosaurus                                                 |
|  |                                                              |
|  | Torvosaurus                                                  |
|  |                                                              |

|  | Megalosaurus |
|  |              |
|  | Torvosaurus  |
|  |              |

|  | Dubreuillosaurus |
|  |                  |
|  | Magnosaurus      |
|  |                  |

|  | Leshansaurus   |
|  |                |
|  | Piveteausaurus |
|  |                |

|  | Dubreuillosaurus |
|  |                  |
|  | Magnosaurus      |
|  |                  |

|  | Leshansaurus   |
|  |                |
|  | Piveteausaurus |
|  |                |

|  | Duriavenator                                                 |
|  |                                                              |
|  | \| \| Megalosaurus \| \| \| \| \| \| Torvosaurus \| \| \| \| |
|  |                                                              |
|  | Megalosaurus                                                 |
|  |                                                              |
|  | Torvosaurus                                                  |
|  |                                                              |

|  | Megalosaurus |
|  |              |
|  | Torvosaurus  |
|  |              |

|  | Dubreuillosaurus |
|  |                  |
|  | Magnosaurus      |
|  |                  |

|  | Leshansaurus   |
|  |                |
|  | Piveteausaurus |
|  |                |

|  | Dubreuillosaurus |
|  |                  |
|  | Magnosaurus      |
|  |                  |

|  | Leshansaurus   |
|  |                |
|  | Piveteausaurus |
|  |                |

|  | Eustreptospondylus |
|  |                    |

|  | Duriavenator                                                 |
|  |                                                              |
|  | \| \| Megalosaurus \| \| \| \| \| \| Torvosaurus \| \| \| \| |
|  |                                                              |
|  | Megalosaurus                                                 |
|  |                                                              |
|  | Torvosaurus                                                  |
|  |                                                              |

|  | Megalosaurus |
|  |              |
|  | Torvosaurus  |
|  |              |

|  | Dubreuillosaurus |
|  |                  |
|  | Magnosaurus      |
|  |                  |

|  | Leshansaurus   |
|  |                |
|  | Piveteausaurus |
|  |                |

|  | Dubreuillosaurus |
|  |                  |
|  | Magnosaurus      |
|  |                  |

|  | Leshansaurus   |
|  |                |
|  | Piveteausaurus |
|  |                |

|  | Duriavenator                                                 |
|  |                                                              |
|  | \| \| Megalosaurus \| \| \| \| \| \| Torvosaurus \| \| \| \| |
|  |                                                              |
|  | Megalosaurus                                                 |
|  |                                                              |
|  | Torvosaurus                                                  |
|  |                                                              |

|  | Megalosaurus |
|  |              |
|  | Torvosaurus  |
|  |              |

|  | Dubreuillosaurus |
|  |                  |
|  | Magnosaurus      |
|  |                  |

|  | Leshansaurus   |
|  |                |
|  | Piveteausaurus |
|  |                |

|  | Dubreuillosaurus |
|  |                  |
|  | Magnosaurus      |
|  |                  |

|  | Leshansaurus   |
|  |                |
|  | Piveteausaurus |
|  |                |